# Баскония (футбольный клуб)
«Баскония» (баск. KK Baskonia) (исп. CD Basconia) — баскский футбольный клуб из города Басаури, в провинции Бискайя. Клуб основан в 1913 году, домашние матчи проводит на стадионе «Лопес Кортасар», вмещающем 8 500 зрителей. В Примере команда никогда не выступала, лучшим результатом является 5-е место в Сегунде в сезоне 1958/59. 
С 1997 года является фарм-клубом Атлетика Бильбао.

## Сезоны по дивизионам
- Сегунда — 6 сезонов
- Сегунда B — 8 сезонов
- Терсера — 51 сезон
- Региональные лиги — 7 сезонов

## Достижения
- Терсера
  - Победитель (4): 1956/57, 1984/85, 1997/98, 2002/03